# Кечит-Вермез
Кечи́т-Верме́з (крымскотат. Keçit Vermez, Кечит Вермез, укр. Кечит-Вермез) — гора в Крыму на горном хребте Сонки-Сиртлар. Южная часть горы Паная-Кая; круто обрывается в Чёрное море мысом Ай-Фока, замыкая Кутлакскую бухту. Находится в 5 километрах от села Веселое и в 10 километрах к западу от города Судак в ряду вершин (последовательно от моря на север): Кечит-Вермез (220,9 м), Паная-Кая (318,9 м), Панея, Кутур-Оба (351,6 м).
В переводе с крымскотатарского название означает «прохода не даст» (keçit — проход, vermez — не даст).
Через гору проходят различные туристические маршруты.